# Бейсузький лиман
Бейсу́зький лима́н розташований на заході Кубансько-Приазовської низовини.
Площа 272 км².
Розташовано за 15 км від Приморсько-Охтарська. Впадають річки Бейсуг, Челбас. Лиман є затопленим морем гирлом Бейсуга. Від Азовского моря лиман відокремлений порівняно вузькою Ясенською косою (довжина 14 км), що складена головним чином черепашником. З обох боків коси розташовані гирла — Ясенське и Бугазьке, через які лиман з'єднується з морем.
- Довжина — 30 км,
- Ширина в середній частині — 12 км,
- Глибина — 1,7 м.

Берегова смуга лиману порівняно слабо деформована. Південно-західний беріг урвистий, інші — низинні. Дно плоске. В лиман впадають дві степові річки — Бейсуг та Челбас, сумарний річний стік — близько 230 млн м³. Вода швидко прогрівається влітку, а взимку — швидко охолоджується.
В теплі й нормальні зими лиман або зовсім не замерзає, або декілька раз замерзає і скресає. Лише в суворі зими крига на довгий час сковує лиман.
В районі Ясенської коси і в гирлі річок Бейсуг та Челбас росте тростина, очерет та осока. В лимані наявні такі види риб: бички, тюлька, хамса, судак, тараня, щука.